# Crocus paulineae
Crocus paulineae är en irisväxtart som beskrevs av Pasche och Kerndorff. Crocus paulineae ingår i släktet krokusar, och familjen irisväxter.
Artens utbredningsområde är Turkiet. Inga underarter finns listade i Catalogue of Life.